# تيم هايز
تيم هايز (بالإنجليزية: Tim Hays)‏ هو ناشر وصحفي أمريكي، ولد في 2 يونيو 1907، وتوفي في 14 أكتوبر 2011 في سانت لويس في الولايات المتحدة.